# Pleasant Valley, Quận St. Croix, Wisconsin
Pleasant Valley là một thị trấn thuộc quận St. Croix, tiểu bang Wisconsin, Hoa Kỳ. Năm 2010, dân số của thị trấn này là 485 người.